# SKC (studentensportvereniging)
SKC is een studentenvolleybalvereniging uit de Nederlandse universiteitsstad Leiden, opgericht in 1969. De thuisbasis van SKC is het Universitair Sportcentrum (USC) van de Universiteit Leiden. Alle teams van de vereniging trainen en spelen hun thuiswedstrijden daar.

## Geschiedenis
SKC werd opgericht op 1 september 1969 als onderdeel van studentengezelligheidsvereniging SSR-Leiden. Enkele leden wilden graag in verenigingsverband volleyballen, en zich niet aansluiten bij de bestaande studentenvolleybalvereniging LUSV Volleybal. Voor de activiteiten mocht gebruik gemaakt worden van de sporthal van de lokale Kweekschool, en wilden zich daardoor ook kwekelingen bij de nieuwe sportclub aansluiten. De SSR Kweekschool Combinatie (SKC) was geboren. De cultuurverschillen tussen de kwekelingen en de studenten bleken echter groot, en de samenwerking met de Kweekschool kwam daarom al in 1971 ten einde, toen de universitaire sporthal gereed was, waar HBO-ers destijds niet werden toegelaten, en de SSR-leden aldaar ging trainen. De naam SKC bleef echter behouden. 
In 1975 was de aanwas van studenten van buiten de SSR inmiddels zodanig groot geworden, dat de volleybalclub besloot om zich van haar moedervereniging los te weken, en als zelfstandige club verder te gaan.

## Karakterisieken
De vereniging bestaat uit 9 herenteams en 15 damesteams.
Zowel het hoogste herenteam van SKC als het hoogste damesteam speelt in de promotieklasse. Daarnaast wordt er nog uitgekomen in de eerste, tweede, derde en vierde klasse.
Gedurende het jaar worden er feesten, borrels en andere activiteiten georganiseerd. SKC neemt onder andere ieder jaar deel aan grote landelijke (sport)evenementen zoals het Hajraa buitentoernooi en de Batavierenrace.

## Interne structuur
De vereniging wordt gerund door het bestuur met behulp van verschillende commissies. 